# Jaime Michelsen Uribe
Jaime Michelsen Uribe (Bogotá, 25 de marzo de 1930-Bogotá, 4 de julio de 1998) fue un abogado, banquero, empresario y hacendado colombiano, considerado en su tiempo uno de los hombres más ricos e influyentes de su país.
Fue uno de los empresario más exitosos de Colombia, siendo el propietario del conglomerado empresarial multisectorial, Grupo Grancolombiano, casa matriz de importantes empresas colombianas como Bancolombia, Cine Colombia y el Politécnico Grancolombiano. Su fortuna se hizo notoria a mediados de los años 70, llegando a ser el dueño del 20% del sector bursátil a comienzos de los años 80. 
Michelsen protagonizó uno de los escándalos de corrupción más grandes de la historia del sector bursátil en Colombia, enfrascándose en una lucha con el períodico El Espectador, al que intentó sin éxito asfixiar económicamente retirándole la pauta publicitaria, principal fuente de ingresos de dicho diario. Michelsen fue condenado por la justicia colombiana, pero nunca llegó a pagar condenda por su huida a Panamá y su repentina muerte a su regreso a Colombia.

## Biografía
Jaime Michelsen Uribe nació en Bogotá el 25 de marzo de 1930, en el seno de una familia acomodada de la emergente aristocracia bogotana. Graduado de derecho en 1945, ingresó a la Compañía Nacional de Seguros de Colombia, donde trabajó y adquirió experiencia y capital. 
Michelsen logró hacerse de una pequeña fortuna, y en 1959, creó la Aseguradora Grancolombiana de Crédito, S.A. que fue la primera empresa de su futuro conglomerado También adquirió de sus dueños el Banco de Colombia, empresa clave de su éxito empresarial.
Uno de sus socios fue el empresario Héctor Mario Barrero, a quien ayudó financieramente y apoyó en dos de sus crisis empresariales. Michelsen también tomó el control de algunas empresas de Barrero, que le permitió hacer crecer su número de empresas.

#### Grupo Grancolombiano

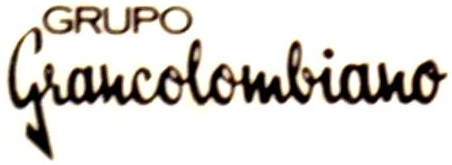
Logo del conglomerado

Fundó el sistema empresarial más importante en Colombia, el Grupo Grancolombiano, creado el 14 de septiembre de 1972, debido a la aparición de las Corporaciones de Ahorro de Vivienda, durante el gobierno del presidente Misael Pastrana.
El logo del conglomerado era un águila con las alas extendidas. En 1974, Michelsen fundó la Asociación Nacional de Instituciones Financieras (ANIF), que presidió el político liberal Ernesto Samper Pizano.
Gracias al capital que fue adquiriendo, Michelsen se hizo dueño de varias empresas importantes del país, y para 1983, era el dueño del 20% del mercado bursátil colombiano, y de alrededor de 64 empresas, entre ellas Cine Colombia, la Compañía Nacional de Chocolates, el Banco de Colombia, la institución de educación superior Politécnico Grancolombiano, entre otras inversiones.

### Escándalo bursátil

El diario El Espectador, de Guillermo Cano Isaza, se convirtió en el principal enemigo de Jaime Michelsen a raíz de sus denuncias en contra de las actuaciones irregulares de la familia Michelsen.

En 1982 se desató un escándalo mediático, liderado por el periódico El Espectador, en el que denunciaba que los miembros de la junta directiva del grupo (entre ellos varios miembros de las familias López y Michelsen) se hacían autopréstamos, cuando en la ley colombiana estaba prohibida esta práctica. Además, se hacían operaciones especulativas, usando como garantías propiedades falsas, por lo que sus clientes estaban sin respaldo para sus ahorros, y los accionistas corrían el peligro de perder sus aportes. Los Michelsen habría aprovechado un estado de excepción por emergencia económica decreta por el gobierno para lograr su ilícito.

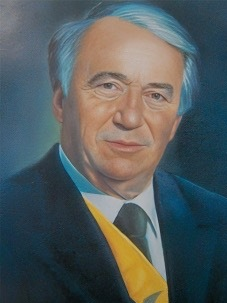
Belisario Betancur, presidente de Colombia en la época de los hechos.

En respuesta a las acusaciones, el grupo le retiró la pauta publicitaria al periódico e hizo campaña para que todos sus socios no contrataran avisos con el diario, lo cual perjudicó enormemente las finanzas de El Espectador. A pesar del duro golpe, Guillermo Cano, director del periódico, apoyó las investigaciones de sus periodistas en el caso Grancolombiano. En 1983, el gobierno de Betancur intervino en el escándalo, tomando posesión del Banco de Colombia. Así mismo, creó la Comisión Nacional de Valores para enfrentar la crisis. Ante esta situación, Michelsen Uribe huyó a Miami, el 31 de diciembre de ese año, luego de que se hiciera pública la intención de enjuiciarlo. La cifra a la que habría ascendido el descalabro financiero sería de 500 millones de pesos de la época.
El grupo fue desmantelado durante 1983 y 1984. El gobierno liquidó otras empresas del conglomerado, para asegurar las obligaciones que había contraído durante años. Sin embargo, la empresa más fuerte resultante de la caída del grupo fue el Banco de Colombia, que pasó a llamarse Bancolombia, hoy uno de los entes empresariales más importantes del país. El 9 de enero de 1984, se expidió la orden de captura en su contra. En Miami vivió durante un tiempo y luego se trasladó a Panamá, en donde continuó sus negocios.

### Secuestro de Camila Michelsen

Movimiento M-19, responsable de hasta ese momento, el secuestro más largo de la historia de Colombia.

Su hija Camila Michelsen Niño, de 20 años en la época de los hechos, fue secuestrada por el Movimiento 19 de abril (M-19) el 24 de septiembre de 1985. Fue plagiada en el Politécnico Grancolombiano a donde ingresaron su captores, quienes amenazaron a la maestra de la muchacha. Entre los móviles del secuestro, la guerrilla se adjudicó la responsabilidad de Michelsen en la crisis financiera que estaba golpeando al país por esos años. De hecho, el M-19 le exigió a Michelsen que rindiera cuentas públicamente en los diarios del país sobre el destino de los dineros de los afectados en sus empresas.
Después de una larga negociación, y el pago de su rescate de 500 mil dólares, Camila fue liberada 31 de julio de 1987, siendo hasta ese momento el secuestro más largo en la historia del país. Sin embargo, su padre, que se encontraba prófugo en Panamá, denunció a la prensa colombiana que a pesar del pago del rescate, la joven fue retenida en dos ocasiones más.

### Últimos años y fallecimiento
Luego del incidente del secuestro y liberación de su hija, Michelsen regresó a Colombia en 1988. A su llegada fue capturado, y tras recuperar su libertad condicional, escapó de nuevo a Panamá. Sólo estuvo dos años en prisión, ya que sus abogados lograron demostrar que por su estado de salud y su edad le era imposible purgar una pena mayor. De su regreso de Panamá, Michelsen llegó enfermo y fue internado varias veces en la clínica del Country de Bogotá, lo que empeoró su salud. 
Jaime Michelsen Uribe falleció el 4 de julio de 1998, a los 68 años, en su residencia del barrio Quinta Camacho al norte de Bogotá. Su muerte llegó después de cuatro años de enfermedad. Sus exequias se realizaron en la Capilla del Gimnasio Moderno, el 5 de julio y fue enterrado en el Cementerio Central de Bogotá, en la cripta familiar.

## Familia

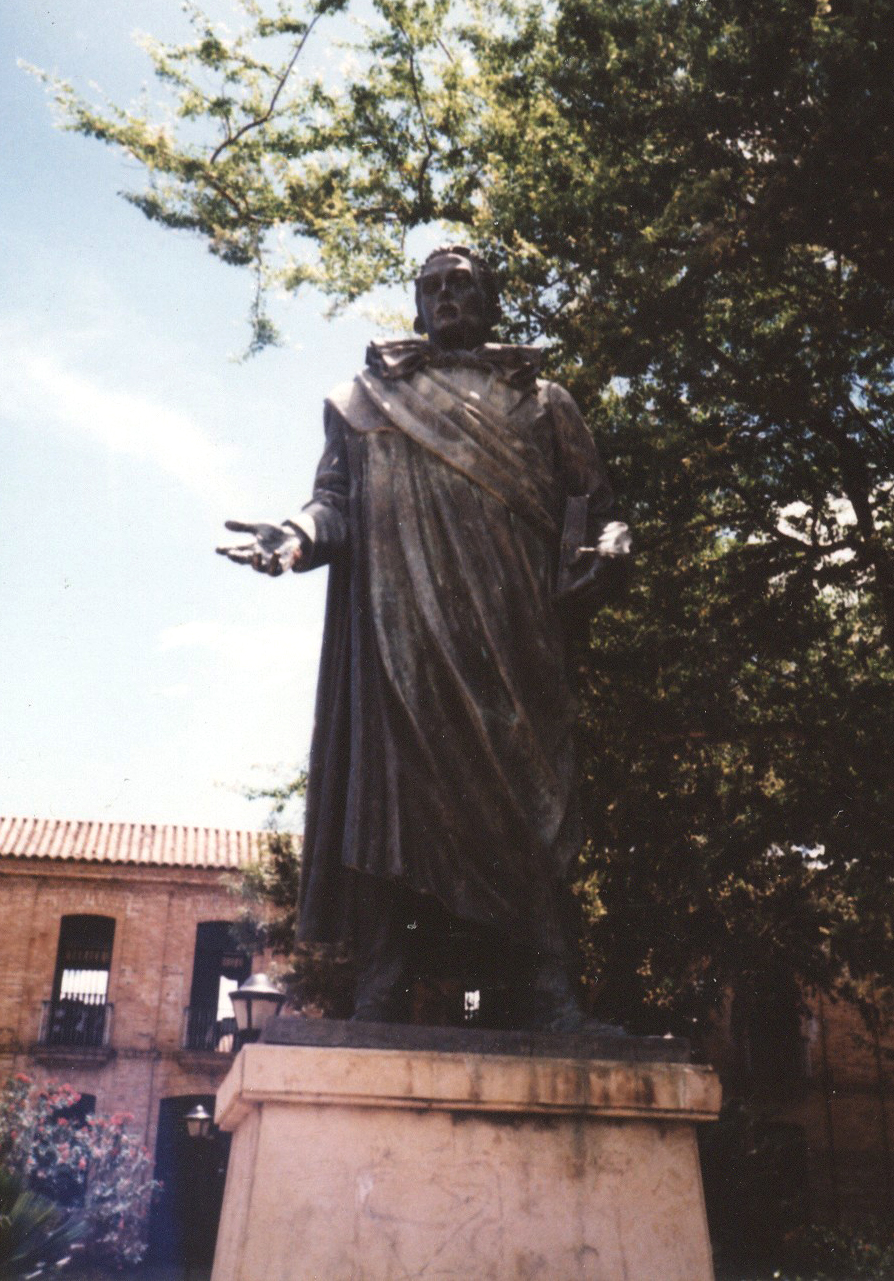
Su abuelo Carlos era primo segundo de José Eusebio Caro. Aquí un monumento en su honor en Ocaña.

Jaime Michelsen Uribe era miembro de la aristocracia bogotana emergente, que por conexiones familiares, políticas y empresariales fue una de las más importantes de Colombia en el siglo pasado. Sin embargo, su familia también gozaba de prestigio por mérito propio. Sus padres eran el banquero Ernesto Michelsen Mantilla, fundador del Banco Hipotecario de Colombia, quien era de ascendencia judía asquenazí, y su madre, María del Carmen Uribe Portocarrero.
Su padre era hijo del científico y filántropo colombiano Carlos Michelsen Uribe, quien era a su vez hijo del primer Michelsen en Colombia, Isak Michelsen Koppel. Michelsen Koppel era un ciudadano danés que emigró a Colombia y se casó con Carmen Uribe Ibáñez (hija a su vez del político Saturnino Uribe Uribe y Bernardina Ibáñez Arias, la otrora amante del expresidente Simón Bolívar).

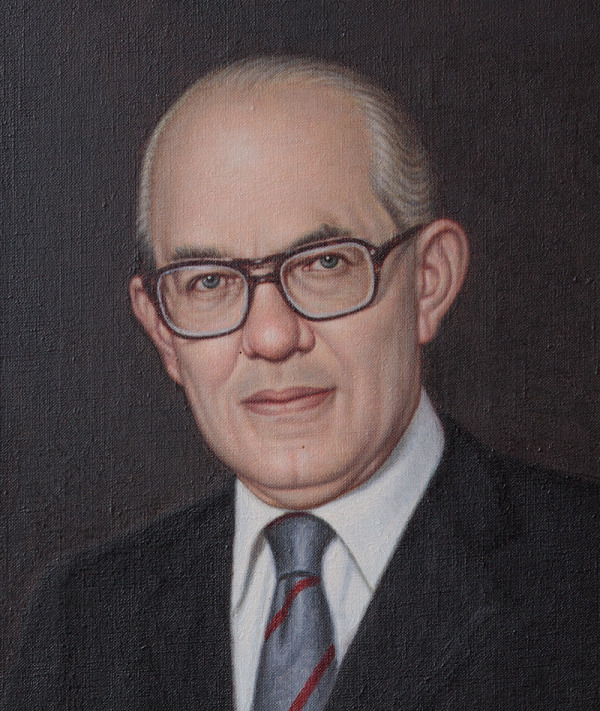
El expresidente Alfonso López Michelsen era hijo de la prima de Jaime, María Michelsen Lombana.

La tía abuela de su padre, Nicolasa, era la otrora amante del expresidente Francisco de Paula Santander (mujer por cuyos amoríos Santander y el expresidente José Ignacio de Márquez se convirtieron en enemigos), y fue la madre del poeta José Eusebio Caro, cofundador con el expresidente Mariano Ospina Rodríguez del Partido Conservador Colombiano, primo de la madre de Carlos Michelsen. 
Pese a esos parentezcos, Carlos Michelsen era militante del Partido Liberal Colombiano, casándose con la hermana del también liberal José María Lombana Barreneche, y fue el padre de María Michelsen Lombana, la esposa del expresidente Alfonso López Pumarejo y la madre del expresidente Alfonso López Michelsen, primo lejano de Jaime. El hijo de Alfonso López, Felipe López Caballero, intentó que Michelsen Uribe invirtiera en su proyecto periodístico de la revista Semana, recién adquirida por éste a Alberto Lleras Camargo. Sin embargo Michelsen declinó la oferta.
Su madre, por otro lado, era pariente lejana de su padre, y sobrina del exalcalde de Bogotá Julio Portocarrero O'Leary, quien a su vez era hijo del aristócrata Ricardo Portocarrero Caicedo (fundador del Jockey Club y nieto a su vez del expresidente José María Portocarrero), y nieto materno del militar irlandés Daniel Florencio O'Leary.

### Matrimonio y descendencia
Jaime contrajo nupcias con María Cristina Niño Reyes, con quien tuvo a sus ocho hijos: Claudia, Pablo, María, Carolina, Camila, Cristina, Laura y Juana Michelsen Niño. 
María Cristina era sobrina tataranieta del empresario y exgobernador de Tolima, Gabriel Reyes-Patria Valderrama, hijo a su vez del prócer de la independencia de Colombia Juan José Reyes-Patria Escobar. Los Reyes-Patria eran parientes lejanos del expresidente Rafael Reyes Prieto.
Su hija Claudia se unió en matrimonio a Mauricio Canales Espinosa, descendiente del matrimonio entre José Martín París Álvarez y Genoveva Ricaurte Mauris; María con Bernardo Sánchez Restrepo; Carolina con Edwin Garbrecht Shülke, ciudadano alemán; Camila con Jaime Cuéllar Trujillo; Cristina con Andrés Gutiérrez Aparicio; Laura con Jorge Enrique Botero Guzmán; y Juanita con Edgar Plazas Herrera, de quien es hija la abogada y política Cristina Plazas Michelsen, Alta Consejera para la Equidad de la Mujer en el gobierno Santos, concejal de Bogotá, secretaria presidencial de Santos y ex directora del ICBF